# 斯塔伊謝

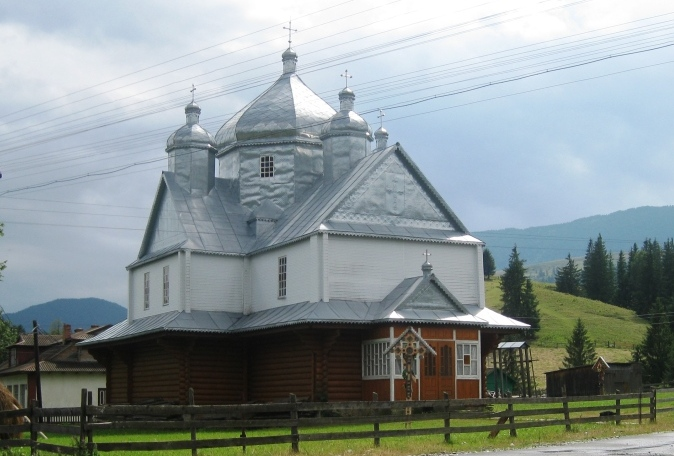

斯塔伊謝（烏克蘭語：Стаїще），是烏克蘭的村落，位於該國西部伊萬諾-弗蘭科夫斯克州，由韋爾霍維納區負責管轄，處於伊利齊亞河畔，始建於1770年，面積3平方公里，海拔高度728米，2001年人口246。
48°11′10″N 24°44′0″E / 48.18611°N 24.73333°E